# I Micronauti
I Micronauti sono stati un gruppo musicale italiano interprete di sigle di cartoni animati tra cui Daitan III, Tekkaman e Capitan Futuro.

## Storia
Il nome del gruppo è mutuato dal nome dalla serie di giocattoli Micronauti della Mego Corporation, molto in voga in quegli anni.
Il gruppo era uno degli pseudonimi utilizzati da Vince Tempera per realizzare le sigle dei cartoni animati.
L'espediente dello pseudonimo serviva in primo luogo per non confondere troppo lo spettatore/acquirente bambino, evitando così di associare sigle a nomi di gruppi che potevano non sembrare correlati, e per una maggiore libertà ed autonomia creativa di artisti che venivano relegati ad un ambito già circoscritto come quello delle sigle; ma anche e soprattutto era un modo più facile per poter lavorare con più etichette discografiche contemporaneamente.

## Componenti
I testi erano scritti da Luigi Albertelli su musiche di Tempera.
La voce solista della sigla di Tekkaman era di Silvio Pozzoli con voce narrante di Moreno Ferrara, mentre la sigla di Daitarn 3, intitolata Daitan III, fu incisa dai Fratelli Balestra che militavano nel gruppo .
Al gruppo ha partecipato anche il coro di Paola Orlandi come interprete della sigla Capitan Futuro.

## Formazione
- Luigi Albertelli - testi
- Vince Tempera - musica, arrangiamenti, testi
- Silvio Pozzoli - voce, testi
- Mauro Balestra - testi - chitarra, basso, voce
- Giancarlo Balestra - testi, pianoforte e voce in Daitan III[4]
- Claudio Balestra - chitarra, arrangiamenti

## Discografia

### Singoli
- 1980 - Tekkaman/Il cavaliere dello spazio (Traccia, TRS 1004)
- 1980 - Daitan III/Futuromania (Traccia/Fonit Cetra, TRS 1005)
- 1980 - Capitan Futuro/Gran capitano (Fonit Cetra,SP 1746)